# El Oso Humphrey
El Oso Humphrey es un oso, reconocido sobre todo por ser un rival recurrente del Pato Donald. No es muy inteligente, pero tiene suficiente sentido para saber cuándo aprovechar una situación. Generalmente hace cosas que está expresamente prohibido hacer, por lo tanto, el Guarda J. Audubon Woodlore le regaña a menudo.

## Apariciones

### Cortometrajes
- Hold That Pose (1950) - corto de Goofy; debut del personaje como prototipo
- Rugged Bear (1953) - corto del Pato Donald
- Working for Peanuts (1953) - corto del Pato Donald; aparición a modo de cameo
- Grin and Bear It (1954) - corto del Pato Donald
- Bearly Asleep (1955) - corto del Pato Donald
- Beezy Bear (1955) - corto del Pato Donald
- Hooked Bear (1956) - corto de Humphrey
- In the Bag (1956) - corto de Humphrey
- Once Upon a Studio (2023) - corto independiente; aparición a modo de cameo[1]

### Series de televisión
- Chip 'n Dale: Rescue Rangers - "Bearing Up Baby" (1989)
- Goof Troop - "You Camp Take It with You" (1992)
- Mickey Mouse Works - papel recurrente (1999-2000)
- House of Mouse - "Humphrey in the House" (2002)
- Mickey Mouse Clubhouse - "Clarabelle's Clubhouse Carnival" (2008)
- Mickey Mouse - "The Birthday Song" (2017) y "Springtime!" (2018)
- La leyenda de los tres caballeros - papel recurrente (2018)
- The Wonderful World of Mickey Mouse - "El maravilloso otoño de Mickey Mouse" (2022)

### Películas
- Ralph Breaks the Internet (2018) - cameo

### Videojuegos
- Donald Duck: Goin' Quackers (2000)

### Series de cómics
- Silly Symphonies (Dell) (1952)
- Walt Disney Comics Digest (Goldkey) (1968)